# Nikolaj Mengel
Nikolaj Mengel, né le 9 mars 2002 à Ringsted, est un coureur cycliste danois.

## Biographie
Nikolaj Mengel commence sa carrière cycliste à l'âge de quatorze ans au Team Cycling Ringsted, sur ses terres natales. Il court dans cette formation jusqu'en 2018. 
Lors de la saison 2020, il se distingue au niveau international en terminant quatrième du contre-la-montre du Grand Prix Rüebliland. La même année, il se classe quatrième du championnat du Danemark sur route juniors (moins de 19 ans). Il représente également son pays lors des championnats d'Europe juniors de Plouay,, où il prend la trente-quatrième place de la course en ligne. Sur piste, il devient champion du Danemark de poursuite par équipes
En 2021, il intègre l'équipe continentale BHS-PL Beton Bornholm. Sous ses nouvelles couleurs, il finit cinquième du championnat du Danemark sur route espoirs (moins de 23 ans). Deux ans plus tard, il s'impose sur la première étape de l'Orlen Nations Grand Prix, une manche de la Coupe des Nations Espoirs. Il s'empare à cette occasion du maillot de leader, qu'il perd le dernier jour.

## Palmarès et résultats

### Palmarès par année
- 2019
  - 4e étape du Randers Bike Week Juniors
  - 2e du Randers Bike Week Juniors
- 2020
  -  Champion du Danemark de poursuite par équipes
- 2023
  - 1re étape de l'Orlen Nations Grand Prix
- 2025
  - 3e étape du Tour of Malopolska

### Classements mondiaux
| Année                                 | 2021  | 2022 | 2023  | 2024  |
| ------------------------------------- | ----- | ---- | ----- | ----- |
| Classement mondial                    | 1819e | nc   | 1891e | 3394e |
| UCI Europe Tour                       | 1250e | nc   | nc    | nc    |
|                                       |       |      |       |       |
| Légende : nc = non classéSource : UCI |       |      |       |       |